# Diego Aguirre (futbolista)
Diego Ezequiel Aguirre (Buenos Aires, 11 de enero de 1993) es un futbolista argentino que se desempeña como delantero. Actualmente juega en Acassuso de la Primera B.

## Trayectoria

### Nueva Chicago
Aguirre es un futbolista surgido de las divisiones inferiores del Club Atlético Nueva Chicago. Si bien formó parte del plantel profesional desde el año 2011, no debutó hasta principios de 2013.
Para la temporada 2011-12, su equipo logró el ascenso a la Primera B Nacional. Sin embargo, el delantero no jugó ni un partido con la camiseta verdinegra.
Para la temporada 2012-13, Aguirre ingresó en la fecha 25 contra Rosario Central desde el Banco de Suplentes por Ariel Carreño. Las puertas se le abrieron con la llegada de René Kloker a la conducción técnica, el juvenil comenzó siendo titular y logró afianzarse. Hizo su debut como titular en la victoria de su equipo frente a Deportivo Merlo.

### Deportivo Español
No iba a ser tenido en cuenta por Mario Finarolli en Nueva Chicago para la temporada 2013-14, por lo que fue cedido a préstamo al Club Deportivo Español de Buenos Aires de la Primera C, cuarta división del fútbol argentino. Antes de irse, firmó contrato por dos años con la institución. 
En su primer semestre, marcó dos goles en los 16 partidos que disputó. El 2 de marzo de 2014, marcó un doblete en la victoria sobre Ituzaingó.
En total, jugó 31 partidos con 4 goles en aquella temporada donde su equipo consiguió el ascenso a la B Metropolitana.

### Vuelta a Chicago
Luego de la temporada 2013-14, al finalizar el préstamo, debió volver a Nueva Chicago que iba a disputar el torneo de la Primera B Nacional. Aguirre no fue tomado en cuenta por el director técnico su equipo, Omar Labruna. No disputó ningún partido a lo largo del segundo semestre del 2014. Su equipo terminó logrando el ascenso a la Primera División de Argentina.

### Deportivo Laferrere
El 13 de enero de 2015, selló su llegada al Club Social y Cultural Deportivo Laferrere de la Primera C, cuarta división del fútbol argentino. Por esa categoría había jugado ya con Deportivo Español en la temporada 2013-14. Aguirre había tenido un paso por las divisiones inferiores de Laferrere antes de recalar en Chicago. El propio jugador mostró su contento por llegar a un club donde tendría más continuidad que en su anterior equipo.

### Unión de Santiago
A comienzos de 2016 fichó para Unión Santiago de Santiago del Estero para disputar el Torneo Federal B. Sin embargo, no logró adaptarse y su equipo no ascendió al Federal A, por lo que decidió volver a Buenos Aires.

### Deportivo Armenio
En julio de 2016 firmó contrato con el Club Deportivo Armenio que había descendido a la Primera C.

## Clubes
| Club                | País      | Año       |
| ------------------- | --------- | --------- |
| Nueva Chicago       | Argentina | 2011-2013 |
| Deportivo Español   | Argentina | 2013-2014 |
| Nueva Chicago       | Argentina | 2014      |
| Deportivo Laferrere | Argentina | 2015      |
| Unión Santiago      | Argentina | 2016      |
| Deportivo Armenio   | Argentina | 2016      |
| Deportes Valdivia   | Chile     | 2017      |
| Arsenal Kiev        | Ucrania   | 2017-2018 |
| Spartaks Jūrmala    | Letonia   | 2018-2019 |
| San Miguel          | Argentina | 2020      |
| Cañuelas            | Argentina | 2021      |
| Unión San Felipe    | Chile     | 2022      |
| Deportivo Merlo     | Argentina | 2022-2023 |
| Acassuso            | Argentina | 2024-Act. |

## Estadísticas
| Club                                                                | Temporada           | Liga  | Liga  | Copa Nac.1 | Copa Nac.1 | Copa Inter. | Copa Inter. | Total | Total |
| Club                                                                | Temporada           | Part. | Goles | Part.      | Goles      | Part.       | Goles       | Part. | Goles |
| ------------------------------------------------------------------- | ------------------- | ----- | ----- | ---------- | ---------- | ----------- | ----------- | ----- | ----- |
| Nueva Chicago Argentina                                             | 2012/13             | 11    | 0     | -          | -          | -           | -           | 11    | 0     |
| Nueva Chicago Argentina                                             | Total Chicago       | 11    | 0     | -          | -          | -           | -           | 11    | 0     |
| Deportivo Español Argentina                                         | 2012/13             | 30    | 4     | 1          | 0          | -           | -           | 31    | 4     |
| Deportivo Español Argentina                                         | Total Dep. Español  | 30    | 4     | 1          | 0          | -           | -           | 31    | 4     |
| Nueva Chicago Argentina                                             | 2014                | 0     | 0     | -          | -          | -           | -           | 0     | 0     |
| Nueva Chicago Argentina                                             | Total Chicago       | 0     | 0     | -          | -          | -           | -           | 0     | 0     |
| Total en su carrera                                                 | Total en su carrera | 41    | 4     | 1          | 0          | -           | -           | 42    | 4     |
| Última actualización: Gimnasia de Jujuy vs. Nueva Chicago, 19.12.14 |                     |       |       |            |            |             |             |       |       |

## Palmarés
| Club              | Campeonato                 | País      | Año       |
| ----------------- | -------------------------- | --------- | --------- |
| Deportivo Español | Ascenso a Primera B        | Argentina | 2013-2014 |
| Nueva Chicago     | Ascenso a Primera División | Argentina | 2014      |